# Port lotniczy Tabora
Port lotniczy Tabora (ang.: Tabora Airport, kod IATA: TBO, kod ICAO: HTTB) – port lotniczy zlokalizowany w tanzańskim mieście Tabora.

## Linie lotnicze i połączenia
| Linia Lotnicza | Kierunek                   |
| -------------- | -------------------------- |
| Air Tanzania   | 1. Dar es Salaam 2. Kigoma |